# Lijst van voetbalinterlands Bahrein - Malediven (vrouwen)
Deze lijst van voetbalinterlands is een overzicht van alle officiële voetbalinterlands tussen de nationale vrouwenteams van Bahrein en de Malediven. De landen hebben tot nu toe negen keer tegen elkaar gespeeld.

## Wedstrijden
| № | Plaats        | Datum           | Competitie        | Wedstrijd           | Uitslag |
| - | ------------- | --------------- | ----------------- | ------------------- | ------- |
| 1 | Malé          | 22 april 2007   | Vriendschappelijk | Malediven − Bahrein | 0 − 7   |
| 2 | Malé          | 22 april 2007   | Vriendschappelijk | Malediven − Bahrein | 1 − 1   |
| 3 | Madinat Hamad | 24 januari 2016 | Vriendschappelijk | Bahrein − Malediven | 4 − 0   |
| 4 | Riffa         | 28 januari 2016 | Vriendschappelijk | Bahrein − Malediven | 1 − 0   |
| 5 | Madinat Isa   | 21 januari 2017 | Vriendschappelijk | Bahrein − Malediven | 5 − 1   |
| 6 | Madinat Hamad | 24 januari 2017 | Vriendschappelijk | Bahrein − Malediven | 3 − 1   |
| 7 | Manama        | 3 december 2018 | Vriendschappelijk | Bahrein − Malediven | 7 − 0   |
| 8 | Manama        | 5 december 2018 | Vriendschappelijk | Bahrein − Malediven | 4 − 0   |
| 9 | Manama        | 9 december 2018 | Vriendschappelijk | Bahrein − Malediven | 4 − 0   |

## Samenvatting
| Competitie        | Totaal gespeeld | Winst Bahrein | Gelijk | Winst Malediven | Doelsaldo Bahrein – Malediven |
| ----------------- | --------------- | ------------- | ------ | --------------- | ----------------------------- |
| Vriendschappelijk | 9               | 8             | 1      | 0               | 36 − 3                        |
| Totaal            | 9               | 8             | 1      | 0               | 36 − 3                        |